# ایمن حفنی
ایمن حفنی (عربی: أيمن حفني؛ زادهٔ ۳۱ دسامبر ۱۹۸۵) بازیکن فوتبال اهل مصر است.
از باشگاه‌هایی که در آن بازی کرده‌است می‌توان به باشگاه ورزشی زمالک و باشگاه فوتبال مصر المقاصه اشاره کرد.
وی همچنین در تیم ملی فوتبال مصر بازی کرده‌است.